# کیف (داورزن)
کیف، روستایی است از توابع بخش باشتین و در شهرستان داورزن استان خراسان رضوی ایران. مردم این روستا به زبان کردی کرمانجی صحبت می کنند.

## جمعیت
این روستا در دهستان باشتین قرار داشته،کردنشین بوده و بر اساس سرشماری سال ۱۳۸۵ جمعیت آن ۸۹ نفر (۲۱ خانوار)
بوده است.